# فيديريكو باهامونتيس
فيديريكو باهامونتيس (بالإسبانية: Federico Martín Bahamontes)‏ مواليد 9 يوليو 1928 في كاستيا-لا مانتشا، إسبانيا، هو دراج إسباني في صنف سباق الدراجات على الطريق.

## سباقات أو مراحل فاز بها
- طواف فرنسا
- طواف سويسرا

## روابط خارجية
- فيديريكو باهامونتيس على موقع أرشيف الدراجات (الإنجليزية)
- فيديريكو باهامونتيس على موقع إحصائيات الدراجات الإحترافية (الإنجليزية)
- فيديريكو باهامونتيس على موقع CycleBase (الإنجليزية)